# 第三基隆河橋
臺灣鐵路管理局第三基隆河橋是臺灣新北市基隆河上的一座鐵路橋樑，位於新北市瑞芳區三貂嶺車站南側，現役的第二代橋梁於1984年在舊橋（第一代橋）原址上游側（南側）重建，屬於宜蘭線鐵路。

## 沿革與設計

### 第一代橋
宜蘭線鐵路於台灣日治時期1917年動工興建，工程分別從路線的南（蘇澳）、北（八堵）兩端向中間施築。1919年8月，北段工程已進展到猴硐車站。猴硐往南經三貂嶺驛、武丹坑驛（今牡丹站）的鐵路須越過基隆河與三貂嶺山，工程由臺灣總督府鐵道部工務課瑞芳建設事務所於1919年春夏動工，大倉組承包工程，工事包括新建第三基隆河橋，為單線鐵路橋梁。該橋於1922年9月21日隨著三貂嶺驛至武丹坑驛（今牡丹站）路段通車而啟用。
第一代第三基隆河橋通車時為3孔上承式鋼鈑梁橋，每孔跨度60呎，橋台與橋墩建材不詳，兩座橋墩樣式為單柱圓形或椭圆形。

#### 改造
第一代橋在日治時期不明年代因災害而於原址改造為3孔19公尺下承式鋼鈑梁橋，原單柱圓形橋墩改為ㅠ形雙圓柱橋墩，並向兩端加建橋墩延長橋梁（含舊橋台改建為新橋墩），共延長3小孔6.5公尺上承式鈑梁橋，改造後合計6橋孔。

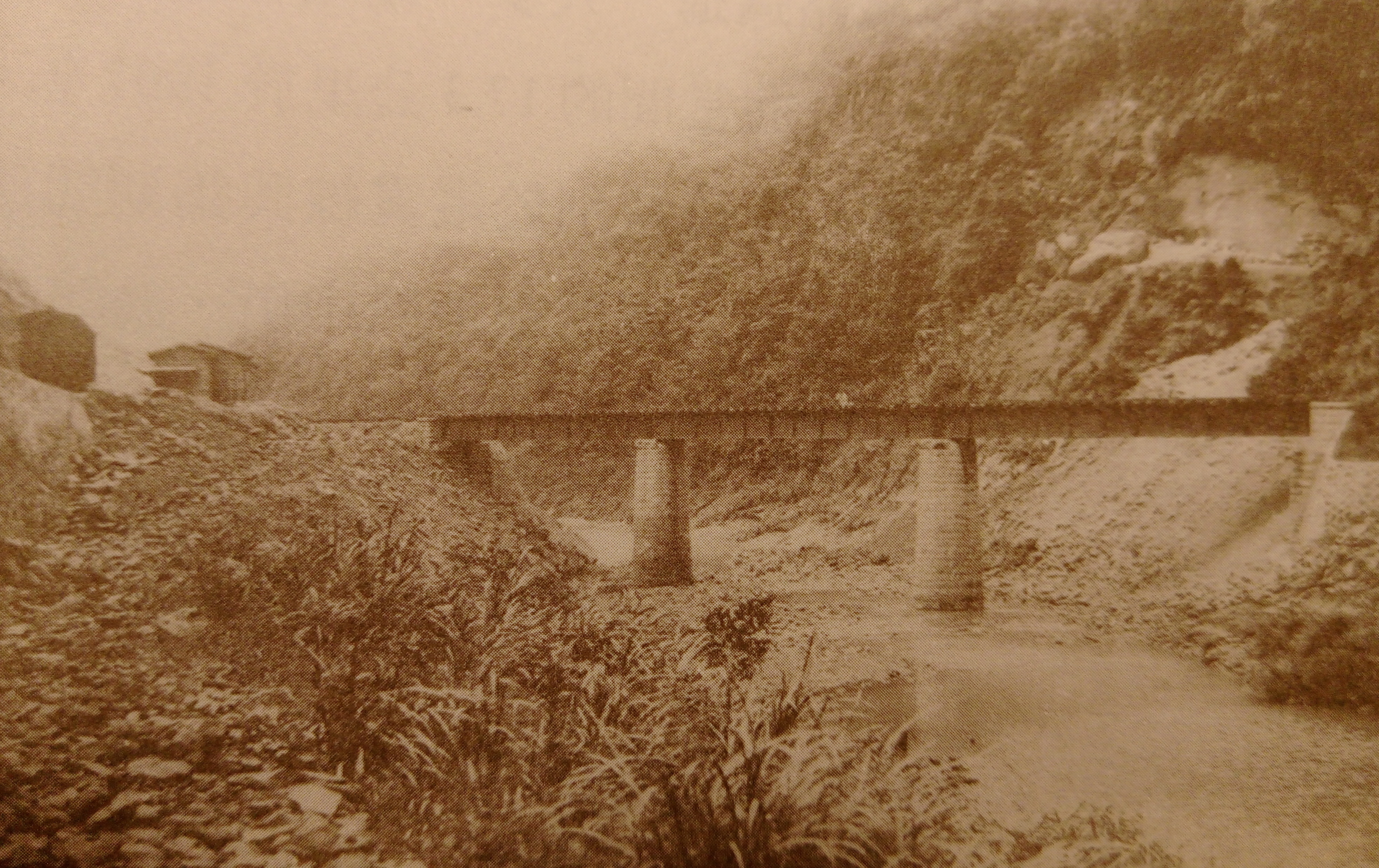
日本時代連接三貂嶺驛（左側）及三瓜子隧道（右側）的第一代「第三基隆河橋」（前畑俊穗／藏）
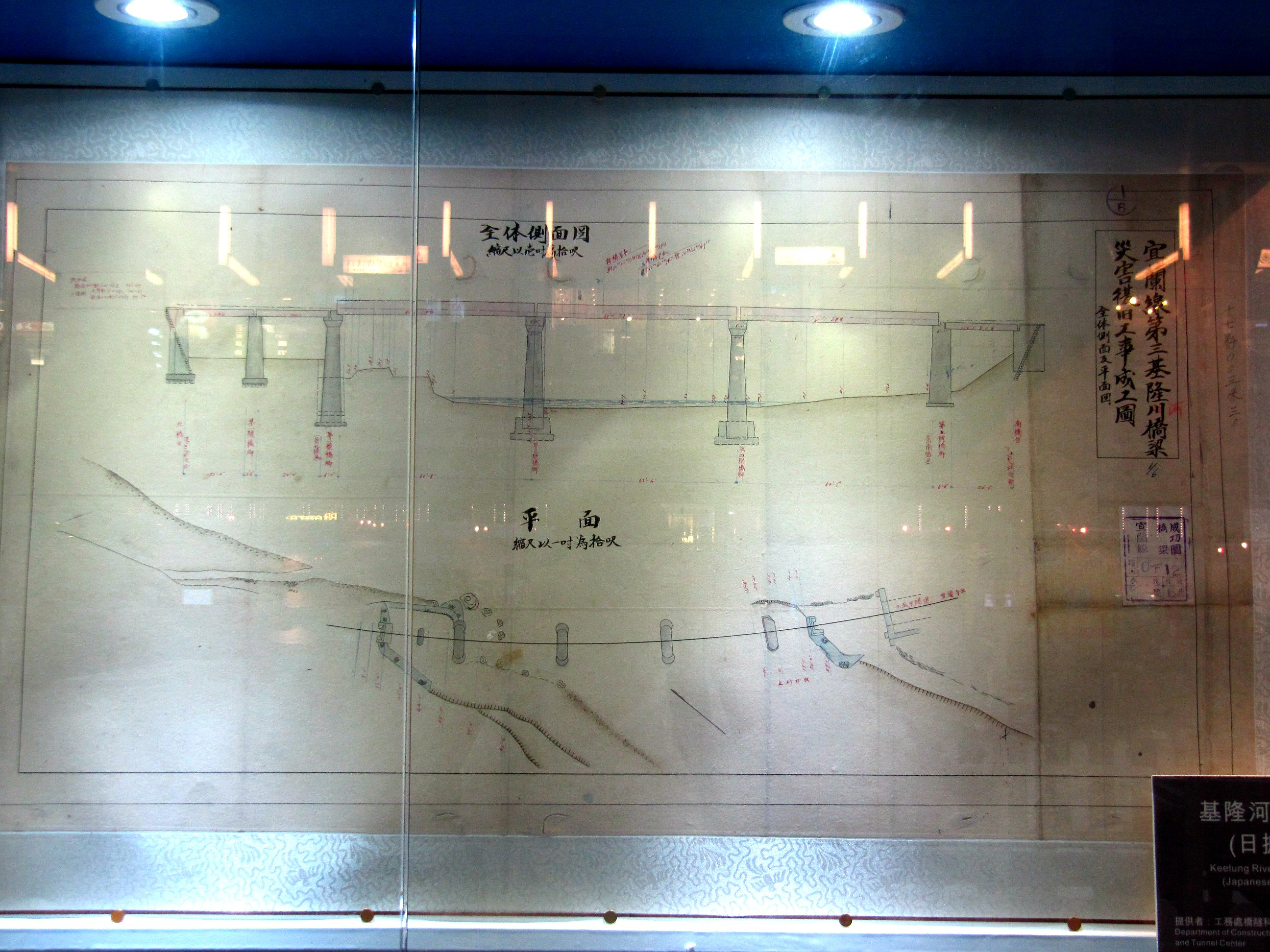
第一代「第三基隆河橋」災害改建工程側面及平面圖
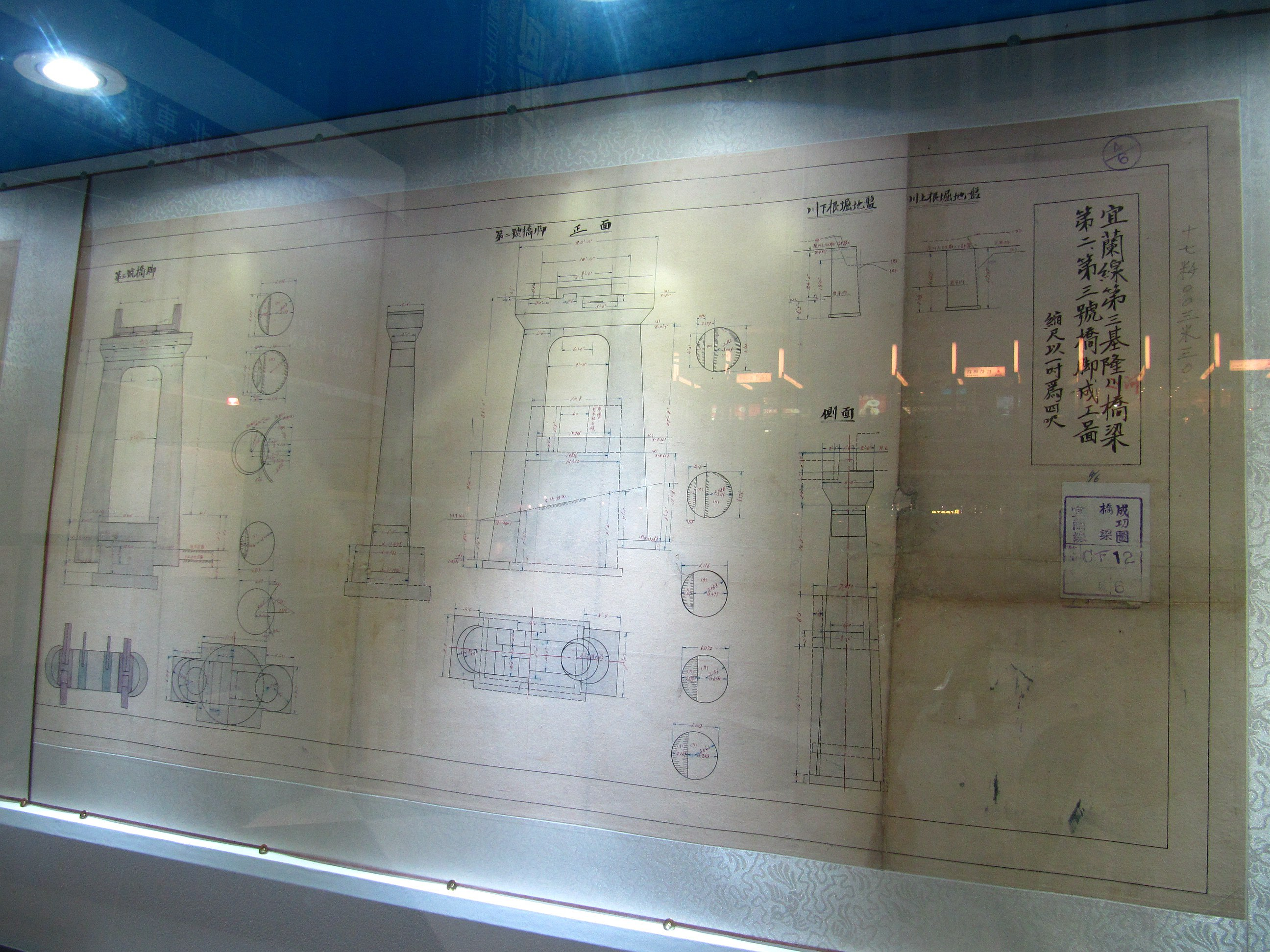
第一代「第三基隆河橋」災害改建工程第二、第三號橋墩正面、側面與俯視圖

### 第二代橋（現役）
宜蘭線鐵路通車營運50餘年後，受到1970年代末期北迴線即將全線通車營運、以及東線鐵路預計於1982年由762mm軌距拓寬為1,067mm軌距等之影響，宜蘭線將從原本的支線升級為連接台灣東西部的重要幹線，路線容量需求將大幅增加，預估原有單線鐵路將會不敷使用，於是，臺灣鐵路管理局提出宜蘭線鐵路擴建工程計劃（即雙軌工程），並於1979年由臺灣省政府提報行政院核准，實施全線雙軌化（已完成雙線路段者除外），其中三貂嶺站南側跨越基隆河的第二代新橋，建於原第一代橋上游側（南側），1984年完工，並在隔年（1985年）6月21日連同三貂嶺車站＝牡丹車站區間雙軌化通車而啟用。
新建的第二代橋為5孔19公尺上承式預力混凝土梁橋，雙圓柱懸臂式橋墩，目前使用中。

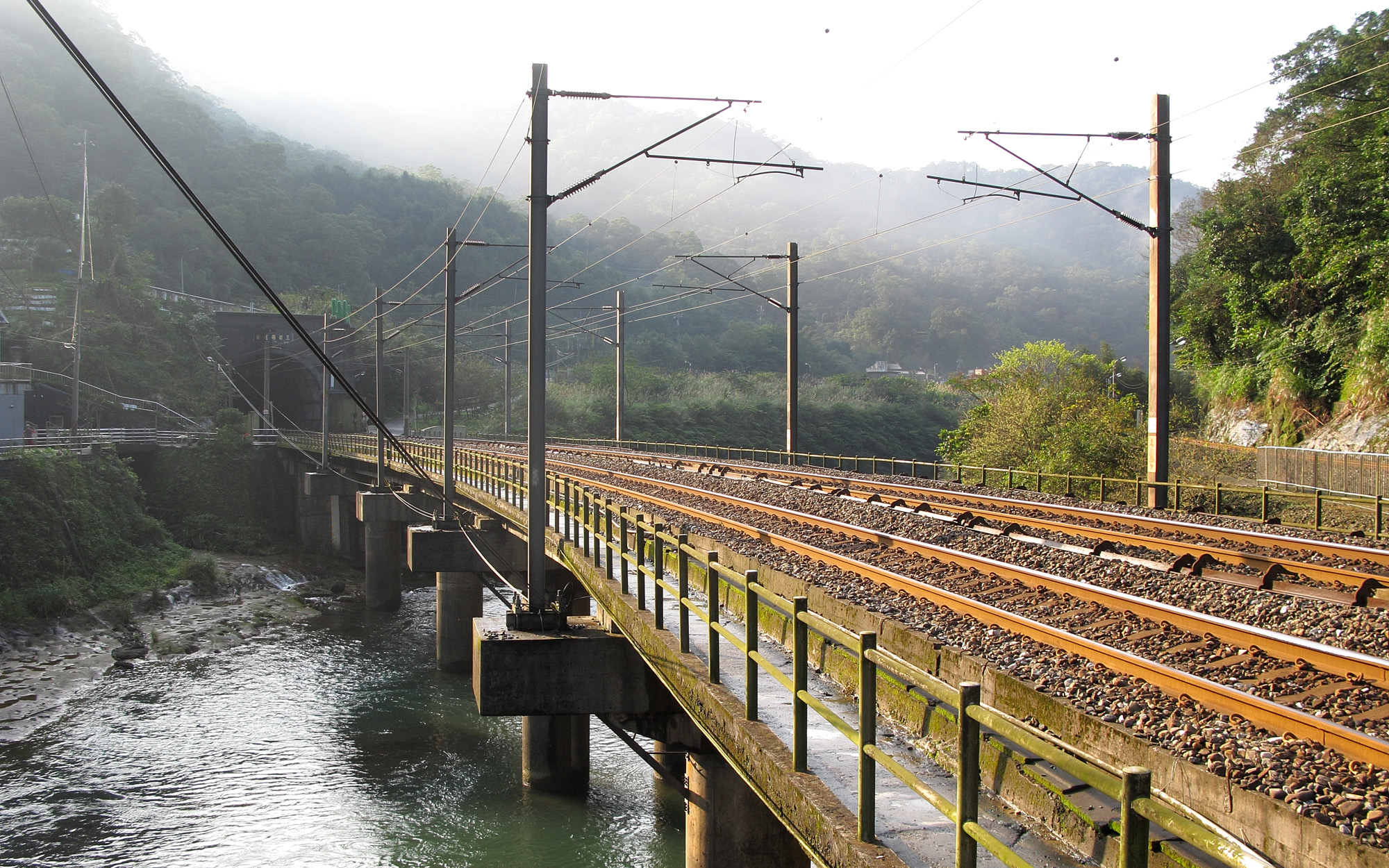
現役的第二代「第三基隆河橋」

#### 電氣化
宜蘭線電氣化工程自1991年7月1日開工。2000年5月2日，包含第三基隆河橋在內的八堵～羅東間率先完工，5月3日正式通車，該工程包括更換每公尺50公斤鋼軌及預力混凝土枕木。

#### 水災
2001年9月17日，納莉颱風挾帶豪雨來襲，導致基隆河洪水越過橋面，橋上鐵軌彎曲變形，並且累積大量樹枝與垃圾。由於水災除了中斷第三基隆河橋與三貂嶺隧道以外，也重創了宜蘭線八堵～福隆路段，故此期間台北至福隆間，暫以基隆客運接駁，直到9月29日宜蘭線才恢復全線暢通。

## 橋梁週邊
- 金字橋
- 三貂嶺隧道
- 三瓜子及舊三貂嶺隧道
- 三貂嶺車站
- 碩仁國小遺跡
- 三貂嶺步道
- 三貂嶺瀑布